# Gobierno autónomo de Chahar del sur
El Gobierno Autónomo de Chahar del sur fue un estado títere del Imperio del Japón, así como un componente administrativamente autónomo de Mengjiang desde su creación en 1937 hasta su fusión total en 1939. Tras la invasión japonesa de China en julio de 1937, se establecieron gobiernos regionales en los territorios ocupados por los japoneses. Después de la Operación Chahar en septiembre de 1937, que extendió el control japonés a la región norte de Shanxi, se estableció un control más formal del área mediante la creación del Gobierno Autónomo de Shanxi del norte, así como el Gobierno Autónomo de Chahar del sur al este de Shanxi.

## Historia
El 27 de agosto de 1937, el ejército de Kwantung ocupó Kalgán, la capital de la provincia de Chahar de la República de China. Yu Pinqing, quien era miembro ejecutivo del Zhangjiakou Shokai, fue invitado por el ejército japonés y designado como miembro del Comité de Mantenimiento de Seguridad de Zhangjiaguchi con sede allí. El 4 de septiembre, la Asociación de Mantenimiento de Seguridad de Zhangjiakou estableció el Gobierno Autónomo de Chahar del sur. Kalgán fue elegida como la capital (ya que ya funcionaba como una provisional) y 10 prefecturas en la parte sur de la provincia de Chahar (condado de Xuanhua, condado de Wanquan, condado de Huai'an, condado de Zhuolu, condado de Yu, condado de Yangyuan, condado de Chicheng , condado de Ryuseki, condado de Enkei, condado de Huailai) fueron absorbidas por él.
Además del Gobierno Autónomo de Chahar del sur, el Gobierno Autónomo Unido Mongol y el Gobierno Autónomo de Shanxi del norte se establecieron en la zona de Mengjiang al mismo tiempo. Estos tres gobiernos autónomos establecieron el Comité de la Unión de Mongolia para facilitar la integración de los demás. Sin embargo, este comité no funcionó bien. Por lo tanto, en septiembre de 1939, los tres gobiernos se fusionaron en el recién establecido Gobierno Autónomo Unido de Mengjiang. Al mismo tiempo, el Gobierno Autónomo de Chahar del sur se reorganizó como la Oficina del Gobierno de Chahar del sur y se incorporó a las divisiones administrativas del nuevo gobierno, y la Oficina del Gobierno de Chahar del sur pasó a llamarse Ministerio de Xuanhua en 1943.

## Política
En el Gobierno Autónomo de Chahar del sur, dos miembros supremos elegidos del comité de asuntos políticos desempeñaron el papel de líderes administrativos. Además, había departamentos de la Oficina de Asuntos Generales, la Oficina de Asuntos Civiles, la Oficina de Finanzas, la Agencia de Seguridad Nacional y la Oficina de Asuntos Civiles, y el director fue designado como jefe de cada departamento. Además, los japoneses fueron enviados a cada departamento del gobierno autónomo como asesores para que pudieran interferir con la administración del país, consolidando aún más el estatus del país como un estado títere japonés.

### Gobierno
Las personas clave en el gobierno de Chahar fueron las siguientes:
- Consejero principal: Motohei Takeuchi
- Comisionado Supremo: Yu Pinqing, Du Yunyu
- Ministro sin cartera: Yu Pinqing, Du Yunyu, Yunyu Minami, Xiang Xiao, Satoshi Shaen, Hanun, Jinqi Chung, Han Yufeng
- Oficina de Asuntos Generales: Chen Yuming
- Director de la Oficina de Asuntos Civiles: Chen Yuming/Roh Kagami[7]
- Director de la Oficina de Finanzas: Yang Jin Voice
- Director de la Agencia Nacional de Seguridad: Kazuya Takaki